# Embrikstrandia vivesi
Embrikstrandia vivesi là một loài bọ cánh cứng trong họ Cerambycidae.

## Hình ảnh

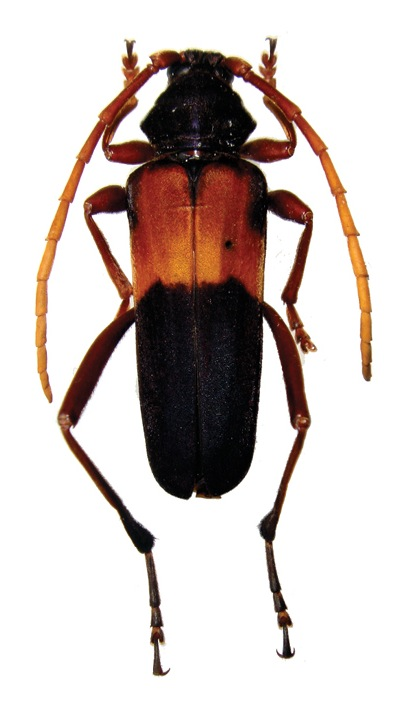
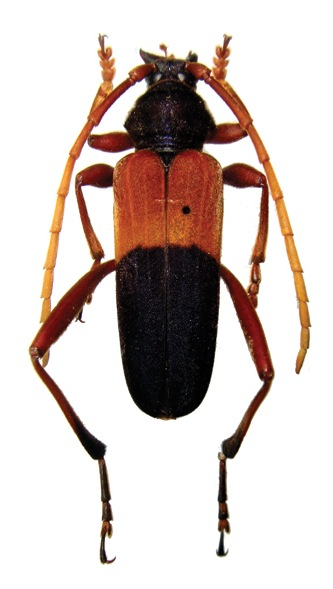
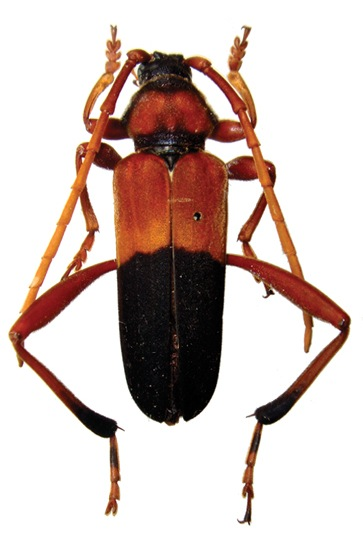